# Ignicoccus hospitalis
Espèce
Ignicoccus hospitalis est une espèce d'archées thermophiles du genre Ignicoccus. On trouve ces microorganismes dans les sources hydrothermales sous-marines. Ces microorganismes ont été découverts en 2000 près de Kolbeinsey, au nord de l'Islande. Ils se développent dans un intervalle de températures de 70 à 98 °C, avec un optimum autour de 90 °C. Ils produisent leur énergie métabolique par réduction du soufre élémentaire en sulfure d'hydrogène H2S en utilisant l'hydrogène H2 comme donneur d'électrons.
Il s'agit de cellules cocciformes d'environ 2 μm à surface lisse avec une membrane externe mais pas de couche S. La structure de leur enveloppe cellulaire n'avait jamais été observée auparavant, avec une membrane plasmique, un périplasme large de 20 nm à 400 nm avec des vésicules liées à la membrane, et une membrane externe épaisse d'environ 10 nm superficiellement similaire à celle des bactéries à Gram négatif. Cette dernière contient de nombreuses particules individualisées d'environ 8 nm de diamètre, rassemblées de façon irrégulière sur la surface, ainsi que des pores d'environ 24 nm de diamètre entourés de petites particules d'environ 12 nm de diamètre arrangées en anneaux de 130 nm de diamètre formant des agrégats comprenant jusqu'à huit de ces particules.
I. hospitalis entretient parfois une relation symbiotique avec une petite archée de l'embranchement (phylum) des Nanoarchaeota.